# مانالپان (فلوریدا)
مانالپان (به انگلیسی: Manalapan) شهرکی در شهرستان پام بیچ ایالت فلوریدا است که در سال ۱۹۳۱ بنیان‌گذاری شده‌است. این شهرک طبق سرشماری سال ۲۰۱۰ میلادی، ۴۰۶ نفر جمعیت داشته و مساحت آن نیز ۶٫۳ کیلومتر مربع است.